# Death from Above
Death from Above (voorheen bekend als Death from Above 1979) is een dancepunkduo uit Toronto, Canada. De band werd opgericht in 2001 door Sebastien Grainger en Jesse F. Keeler. Ze speelden luidruchtige dancepunk, die beïnvloed was door heavy metal. Het geluid werd alleen geproduceerd door een basgitaar en een drumstel. De band ging in 2006 uit elkaar, doordat het duo te veel uit elkaar was gegroeid qua muziekstijl. In 2011 kondigden ze een reünie aan en in september 2014 verscheen het tweede studioalbum "The Physical World". Op 8 september 2017 verscheen het meest recente album "Outrage! Is Now".

## Geschiedenis

### Ontstaan en naamsverandering
Jesse F. Keeler en Sebastien Grainger ontmoetten elkaar tijdens een concert van Sonic Youth en besloten om in 2000 om een band te beginnen. Zo ontstond "Death from Above" als een disco-punkduo, bestaande uit een bassist en een drummer. De band bracht op 15 december 2002 onder deze naam zijn debuutalbum genaamd Heads Up uit. Dit album kwam uit bij Ache Records in een oplage van 3000 exemplaren. In november 2003 ging de band weer de studio in voor de Romantic Rights EP, die uitkwam op 13 april 2004. Deze ep verscheen op Sound Virus Records en zorgde voor naamsbekendheid in de Verenigde Staten.
Niet veel later moest de band zijn naam veranderen wegens een rechtszaak. Death From Above was namelijk al de naam van de New Yorkse platenmaatschappij van James Murphy van LCD Soundsystem, al werd deze afgekort tot DFA Records na de aanslagen van 11 september 2001.
Daarom voegden Keeler en Grainger het jaartal 1979 aan hun bandnaam toe, naar het geboortejaar van laatstgenoemde.
In 2017 veranderde de band zijn naam alsnog naar Death From Above, nadat ze de naam hadden geprobeerd tijdens een tour met Eagles of Death Metal in 2016 en een opeenvolgende tour met Black Rebel Motorcycle Club, waar verder geen juridische gevolgen uit voortkwamen.

### You're a Woman, I'm a Machine
Van februari tot april 2004, duikt de band de studio weer in, om samen met producent Al-P hun debuutalbum op te nemen. Dit gebeurt in The Chemical Sounds, een studio in Toronto, en de Studio Plateau in Montreal. Op 26 oktober 2005, komt het album uit genaamd You're a Woman, I'm a Machine, er worden in totaal 175.000 stuks verkocht en het album wordt goud in Canada. Dit album zorgde voor de door braak en in 2005 stonden ze op het Metropolis Festival in Rotterdam. Van dit album komen drie singles uit, "Romantic Rights", "Blood on Our Hands" en "Black History Months". De nummers van dit album werden veelvuldig geremixt, onder andere door Justice en Erol Alkan. In navolging van deze remixen verschijnt op 18 oktober 2008 een remixalbum genaamd Romance Bloody Romance: Remixes & B-Sides. Ook coveren ze het nummer Luno van Bloc Party voor het album Silent Alarm Remixed.

### Het einde
Op 3 augustus 2006 kondigde Jesse F. Keeler op de officiële band-website dat het duo uit elkaar zou gaan. De oorzaken van dit besluit is dat de leden uit elkaar waren gegroeid en er was sprake van creatieve meningsverschillen.

### Reünie en het tweede album (2011–2016)
Op 19 januari 2011 wordt de line-up van het Coachella festival in Californië bekendgemaakt met een van de headliners op 17 april Death From Above 1979. Het is nog onduidelijk of het om een eenmalige reünie gaat, of er een nieuwe tour gepland is. Op 4 februari 2011 kondigde Sebastien Grainger officieel aan op hun website dat de band weer verdergaat. Op 9 september 2014 brachten ze in samenwerking met label Last Gang Records het tweede album "The Physical World" uit.

### Outrage! Is Now (2017–heden)
In juni 2017 kondigde de band aan dat ze weer verdergaan onder de oorspronkelijke naam "Death from Above." Op 8 september 2017 brachten het duo hun derde studioalbum "Outrage! Is Now" uit.

## Verwante artiesten en projecten

### MSTRKRFT
MSTRKRFT is een electroduo uit Toronto, bestaand uit Jesse F. Keeler en producent Al-P. Hun debuutalbum verscheen op 18 juli 2006, genaamd The Looks. MSTRKRFT is naast de eigennummers ook bekend om hun remixen. Twee MSTRKRFT-remixen van nummers van Death from Above 1979 staan op het album Romance Bloody Romance: Remixes & B-Sides.

### Femme Fatale
Femme Fatale is een andere band waarin Jesse F. Keeler speelt. Het geluid van de band is ruiger dan Death from Above 1979, live wordt de band ook bijgestaan door Sebastian Grainger achter de drums.

### Black Cat #13
Black Cat #13 was de oude band van Jesse F. Keeler en bestond van 1998 tot 2000.

### Sebastien Grainger & The Mountains
Sebastian Grainger is momenteel bezig met een solo project. Hij wordt bijgestaan door ze band genaamd "The Mountains". Van dit gezelschap verscheen de lp Sebastien Grainger & The Mountains.

### Girl on Girl
Girl on Girl is een samenwerking tussen Sebastian Grainger en Leon Taheny( lid van The Mountains). Onder deze naam brengen zij remixen uit. Een remix van een Death from Above 1979 nummer is te vinden op het remix album Romance Bloody Romance: Remixes & B-Sides. Andere aliassen van dit duo zijn "The Great White Hype" en "Synsonic Pro-Model".

## Discografie

### Albums
- You're a Woman, I'm a Machine (2004 - Onder de naam Death From Above 1979)
- The Physical World (2014 - Onder de naam Death From Above 1979)
- Outrage! Is Now (2017)
- Is 4 Lovers (2021)

### Remix albums
- Romance Bloody Romance: Remixes & B-Sides (18 oktober 2005)

### Ep's
- Heads Up (15 december 2002)
- Romantic Rights ep (13 april 2004)
- Live Session (iTunes Exclusive) (12 juli 2005)

### Singles
- "Romantic Rights" (4 november 2004)
- "Blood on Our Hands" (17 februari 2005)
- "Black History Month" (13 juni 2005)
- "Freeze Me"
- "Never Swim Alone"
- "Holy Books"